# Trio per pianoforte (Bernstein)
Il Trio per pianoforte di Leonard Bernstein per pianoforte, violino e violoncello fu scritto nel 1937 mentre frequentava l'Università di Harvard come studente di Walter Piston. È stato influenzato dal direttore Dimitri Mitropoulos. Diverse idee melodiche sono state riciclate per essere utilizzate in brani successivi. Ad esempio, l'apertura del secondo movimento fu usata in seguito da Bernstein nel suo primo musical, On the Town.

## Première
Il Trio fu presentato per la prima volta nel 1937 all'Università di Harvard dal Madison Trio: Mildred Spiegel, Dorothy Rosenberg, Sarah Kruskall. È stato pubblicato da Boosey & Hawkes.

## Movimenti
Il Trio è scritto in tre movimenti:
1. Adagio non troppo – Più mosso – Allegro vivace
2. Tempo di marcia
3. Largo – Allegro vivo et molto ritmico

## Premi
Nel 2000 l'incisione di questo Trio per pianoforte da parte dell'Altenberg Trio vinse l'Edison Award ad Amsterdam.